# Брати Грім (гурт)
«Брати Грім» (рос. Братья Грим) — російський попрок-гурт. Створений близнюками Борисом та Костянтином Бурдаєвими.

## Історія
1998—2004
Історія колективу розпочалася в 1998 році, коли брати-близнюки Борис та Костянтин Бурдаєви створили в Самарі гурт «Брати Грім» (у назві гурту одна буква «м» на відміну від Братів Грімм). До першого складу гурту входили Борис Бурдаєв (вокал, гітара), Костянтин Бурдаєв (бас-гітара, бек-вокал), Максим Малицький (гітара) і Антон Шаронін (барабани). У 1999 році в групі також грала Катя Плетньова (гітара, бек-вокал) — перша дружина Бориса Бурдаєва, а також, згодом, учасниця третього складу групи. Довгий час гурт перебував у Самарі і виступав у місцевих клубах і на концертних майданчиках. Перший концерт відбувся в Самарському медико-технічному ліцеї.
2005—2008
У 2004 році гурт познайомився з продюсером Леонідом Бурлаковим і підписав з ним контракт про співпрацю. Того ж року гурт переїхав до Москви і сформував новий склад. На зміну Антону Шароніну до гурту прийшли барабанщик Денис Попов, а також клавішник Андрій Тімонін.
У 2005 році «Брати Грім» виступили на фестивалі MAXIDROM, після якого про гурт заговорили в ЗМІ. У 2005 році гурт записав дебютний альбом «Брати Грім». Пісня «Ресницы» з'явилася в ефірі радіостанцій в червні 2005 року і зайняла високі позиції у багатьох хіт-парадах. Іншим відомим хітом стала пісня «Кустурица».
Восени 2005 року команда гурту знялася в рекламі цукерок на паличці «Chupa Chups Йогуртовий».
Наприкінці 2005 року «Брати Грім» заснували грант «Е-волюція» для молодих музикантів. З початку жовтня будь-який бажаючий міг розмістити на сайті свою пісню, а відвідувачі голосували за вподобані. Всього за вісім місяців у конкурсі взяли участь 616 команд. У середині квітня були підведені підсумки, і команді-переможцю «Брати Грім» вручили грант у розмірі 5000 доларів.
У 2006 році гурт записав свій другий альбом «Иллюзия» у місті Окленд (Нова Зеландія) з синглами «Дыхание», «Пчела» та «Амстердам». Альбом був гідно оцінений музичними критиками. Цього ж року учасники гурту знялися в серіалі «Не народись красивою», де артисти зіграли самих себе.
У 2007 році «Брати Грім» розлучилися з продюсером і стали незалежним гуртом. Восени вони випустили третій альбом «Марсиане». На ротацію радіостанцій потрапляють сингли «Лети», «Морской несезон», «Утром». Платівка записувалася в Києві з саунд-продюсером Віталієм Телезіним.
Влітку і восени 2008 року гурт залишили гітарист Максим Малицький і клавішник Андрій Тімонін. Новим гітаристом групи став Дмитро Крючков.
2009—2010
6 березня 2009 року через розбіжності між братами гурт «Брати Грім» оголосив про свій розпад. Слід зазначити, що повідомлення про розпад було опубліковано на сайті гурту винятково з ініціативи Костянтина. Про цю новину сам Борис дізнався з Інтернету. Після розпаду гурту Костянтин продовжив працювати сольно. 8 березня, через 2 дні після відходу Бориса, Костя Грім зіграв свій перший сольний акустичний концерт на сцені одного з московських клубів.
З серпня 2009 по березень 2010 року Костянтин Бурдаєв з новим складом музикантів виступав під назвою «Грім» і випустив нові сингли «Лаос» і «Самолёты».
З 2014
Восени 2014 року вокаліст і засновник групи Борис Бурдаєв оголосив про намір знову використовувати назву «Брати Грім» і створив проект «Борис Грім та Брати Грім». До репертуару входять як старі, «класичні» пісні групи, так і нові композиції.

## Склад
Поточні учасники
- Костянтин «Грим» Бурдаєв — вокал, гітара, акустична гітара, аранжування, семпли, бас-гітара (з 1998)
- Валерій Загорський — гітара (з 2013)
- Дмитро Кондрев — бас-гітара (з 2013)
- Антон Лук'янчук — барабани (2011—2012, з 2017)

Колишні учасники
- Борис «Грім» Бурдаєв (1998—2009) — вокал, гітара
- Антон Шаронін (1998—2004) — барабани
- Максим Малицький (2003—2008) — гітара
- Андрій Тімонін (2004—2008) — клавіші
- Олександр Ольхін (2009—2010) — бас-гітара
- Денис Попов (2004—2011) — барабани
- Катя Плетньова (1999—2001, 2009—2012) — клавіші, бек-вокал, акустична гітара
- Дмитро Крючков (2008—2012) — гітара
- Костянтин Родіонов (2010—2012) — бас-гітара
- Іван Васюков (2012) — барабани
- Стас Цалер (2013—2015) — барабани
- Михайло Мазурок (2015—2017) — барабани

## Дискографія
Номерні альбоми
- Братья Грим (2005)
- Иллюзия (2006)
- Марсиане (2007)
- Крылья Титана (2010)
- Любимая музыка (2015)
- Zoмби (2015)

Міні-альбоми та сингли
- Хай, Пипл! (EP) (2005)
- Весенние сказки Братьев Грим (2006)
- Хай, Пипл! 2007 (2006)
- Вавилон (EP) (2007)
- Лелею (2017)
- Робинзон (2019)

Відеоальбом
- Live People! (2006)

## Відео
- Ресницы (2005)
- Кустурица (2005)
- Пчела (2006)
- Дыхание (2006)
- Амстердам (2007)
- Лаос (2009)
- Аллилуйя (2011)
- Вернись (2011)
- Ира, Ира (feat. Чи-Ли) (2012)
- Love Лови (2013)
- Самая любимая музыка (2014)
- Простая история (2016)
- Лелею (2017)
- Робинзон (2019)

## Нагороди
- 2005 — Премія «Золотий грамофон» («Ресницы»)
- 2005 — «Пісня року» («Ресницы»)
- 2006 — Рок-премія журналу «Fuzz», номінація «Найкраща пісня» («Ресницы»)
- 2007 — Премія Попова, номінація «Радиофаворит» («Кустурица», «Ресницы»)
- 2007 — Радіо «MAXIMUM», Хіт-Парад Двох Столиць, номінація «Найкращий гурт»